# 芦玉菲
芦玉菲（2000年3月28日—），河南郑州人，中国女子竞技体操运动员。曾代表中国参加2020年夏季奥林匹克运动会体操比赛。并联同队友获得女子团体项目的第七名。

## 生涯

### 初中時期

#### 2013
在2013年中國錦標賽全能資格賽中獲得第40名，沒有晉級決賽。

#### 2014
2014年的中國錦標賽，蘆玉菲因傷缺席。

#### 2015
在2015年中國錦標賽，蘆玉菲和河南隊獲得第六名，全能競賽第10名、第六高低槓第6名。
她繼續參加了當年10月的中國青年運動會，除了跳馬以外的所有項目，蘆玉菲都獲得了冠軍，她在那裡獲得第四名。

### 高中時期

#### 2016
蘆玉菲在中國體操錦標賽上首次亮相，並在地板項目上獲得第四名。

#### 2017
蘆玉菲在2017年中國錦標賽上，和她的河南隊獲得第七名，全能項目第五名。他們的團隊成績非常出色，使得河南隊獲得2017 年中國全運會的參賽資格，河南對再次獲得第七名。蘆玉菲個人全能第七，平衡木第六，地板第五。她在中國個人錦標賽上完成了她的賽季，在那裡她參加了除平衡木以外的所有項目的資格賽，但是沒有晉級決賽。

#### 2018
2018中國錦標賽，蘆玉菲與河南隊名列團體第4、並在個人的全能和高低槓獲得第7名。
她在9月份參加中國個人錦標賽上表現更出色，在全能和地板上獲得銅牌，在高低杠上獲得第五名。

### 職業生涯

#### 2019
蘆玉菲在2019年在美洲杯上首次參與國際比賽，在幾次小失誤後獲得總成績第六。
5月參加2019年中國錦標賽，她代表河南隊獲得團體第8名，全能第14名，高低杠個人第6名。
在亞洲體操錦標賽上，蘆玉菲隨中國隊奪得金牌，並在個人項目的高低槓獲得金牌和全能項目銀牌。她的省級教練張海燕表示，他們對結果非常滿意，因為蘆玉菲曾多次受重傷，身心都受到了挫折。

#### 2020
在COVID-19疫情期間，限制了國際競爭機會之後，蘆玉菲在9月分參加2020年中國錦標賽。資格賽中，河南隊以團體第9名完賽，但蘆玉菲個人意外的獲得全能項目的第4名，並在高低杠和地板決賽中獲得資格。她在決賽中獲得銅牌。

#### 2021
蘆玉菲代表中国参加2020年夏季奥林匹克运动会体操比赛出戰團體賽，同隊的隊友：章瑾、唐茜靖、歐鈺珊及管晨辰，都是首次登上奧運舞台，最後拿下年度女子團體第7名、女子個人高低槓第4名。